# Henry Leaf
Henry Meredith Leaf (Scarborough, 18 ottobre 1862 – Charing Cross, 23 aprile 1931) è stato un tennista britannico.
Ha partecipato alle Olimpiadi di Londra del 1908 nella specialità del racquets, vincendo un argento nel singolare ed un bronzo nel doppio insieme a Evan Noel.

## Palmarès
- Olimpiadi

Londra 1908: argento nel singolare e bronzo nel doppio nella specialità racquets.